# Jean Van Cant
Jean Jan Van Cant est un footballeur belge né le 6 juin 1891 et mort le 20 mars 1926.

## Biographie
Attaquant au Racing Club Malines à partir de 1910, il reste fidèle à ce club lorsqu'il descend en division 2 en 1912.
Cela n'empêche pas le joueur d'être sélectionné en équipe nationale: entre 1912 et 1914, Jan Van Cant joue dix matchs et marque sept buts  avec la Belgique. Lors d'une rencontre amicale à domicile contre l'Allemagne en 1913, il réussit un Coup du chapeau.
Après la Première Guerre mondiale, il ne retrouve pas son meilleur niveau et arrête la compétition en 1921.

## Palmarès
- International de 1912 à 1914 (10 sélections et 7 buts marqués)
- 61 matches et 13 buts marqués en Division 1[2].